# 亜美とかおりのキミキス チューニングアップ♪
『亜美とかおりのキミキス チューニングアップ♪（あみとかおりのきみきす ちゅーにんぐあっぷ）』は、PS2用ソフト『キミキス』に関したインターネットラジオ番組。2006年4月3日から2006年10月23日更新分まで音泉にて配信された。
番組開始当初からパーソナリティを勤めてきた小清水亜美が、2006年10月一杯で「転校」という形をとりパーソナリティから引退。10月最終週は放送を休止し、2006年11月6日更新分から広橋涼が新パーソナリティとして参加、番組名も『かおりと涼のキミキス チューニングポップ♪』に変更された。

## パーソナリティー
- 小清水亜美（星乃結美役）
- 水橋かおり（里仲なるみ役）

番組内での呼び名は「あみすけ」「みずはっち」。

## 内容
以下のコーナーがある。
キミキスインフォメーション
エンターブレインの広報を交えてキミキス関連の情報を紹介する。
キミとマッチング!
ゲーム内の「マッチング会話」システムにちなみ、リスナーから寄せられた話題でトークを繰り広げる。話の内容によって+1/±0/-1のポイントが加算されていく（±5に達すると何かが起きることになっている）。また、特に盛り上がった話題を投稿したリスナーに対しては、パーソナリティがキャラクターの声でリスナーの名前入りで呼びかける。ただし、ポイントはキャラクターがそのような話題を受け付けるかどうかという観点でつけられるため、番組内でのトークの盛り上がりとはあまり相関がない場合がある。
オレキス!（無い事あり）
ゲームの裏設定や隠し要素などを妄想して投稿するコーナー。
輝日南高校図書委員会（隔週）
図書委員の星乃結美にちなみ、リスナーから寄せられたお薦めの本を紹介する。
輝日南高校家庭部（隔週）
うどん屋の娘の里仲なるみにちなみ、オリジナリティあふれるうどんの具やスープを募集し、番組内でパーソナリティが試食する。多くの場合、ミスマッチな食材が供され、水橋が不味さに阿鼻叫喚している横で小清水が意外と平気で食べているというパターンとなる。
ラジオドラマ
このほか、ドラマCDの内容を発売に合わせて先行で放送することもある（CDに付いてくる「おまけ」は除く）。

### 家庭部 活動記録
味の評価、試食者を記載。紹介だけされたネタも記載。
- ○：美味しい、△：マズくはない（当然美味しくもない）、×：マズい
- 小：小清水亜美、水：水橋かおり、能：能登麻美子、池：池澤春菜、ド：ドン・マッコウ

唐揚げうどん（#02）
小：○、水：○
粉チーズうどん（#04）
小：○、水：×
うどん茶漬け（#06）
小：○、水：○ 映画「UDON」が紹介された。
ポテチうどん（#08）
小：△、水：△ ※「ソフトクリーム」「きなこ」が読まれた。
インスタントラーメンの汁＆うどん（#10）
小：○、水：○ ※「チョコレート」の話が出た。
たらこスパうどん（#11）
小：○、水：×、能：△、水「海で溺れた時の味」、能「もにょもにょしてる」
みたらしうどん（#12）
小：×、水：×、能：×
肉味噌うどん＆長ネギうどん（#14）
小：○、水：○、池：○ 池澤春菜のアイディア。
※「ヨーグルト」「アンコ入り餅」「バター」「マックスコーヒー」「コーヒーうどん」
「コーンフレーク」「アフターデスソース」「お好み焼きうどん」が読まれた。おフザけで池澤が「コンデンスミルク」発言。
コーンクリームスープうどん（#16）
小：×、水：×、ド：× ※「炭酸水」「かき氷」が読まれた。ドンが「きなこ」発言。
鰻うどん（#18）
小：△、水：△ 両者コメント「ごはんを入れて、うどんを除去したい」
※「和風アイスうどん」が読まれた。
冷やし中華うどん（#20）
小：○、水：○ ※「とうふ」「黒蜜」「緑茶」の話が出、「マヨネーズ1本」が読まれた。
おしるこうどん（能古うどん麺使用）（#22）
小：×、水：× 普通に食べると当然麺は美味しかったようだ。
「しいたけの天ぷら」が読まれた。
うどんパン（#24）
小：△、水：△ ※「温玉うどん？」が読まれた。
フライドチキンうどん（#26）
小：○、水：× 小清水が映画「UDON」を見に行ったが、家庭部のうどんがよぎって楽しめなかったらしい。
※「お茶」が読まれた。
餃子うどん（#28）
小：○、水：○
マーボー豆腐うどん（#30）
小：○、水：○ ※「味噌煮込みうどん」「レバ刺」「紅白饅頭」「いちご大福」が読まれた。

## ゲスト
- 能登麻美子（第11･12回。公開録音）
- 池澤春菜（第13･14回）
- 田中理恵（ラジオCD Vol.2新規録音分）

## ラジオCD
発売元はエンターブレイン。
- ラジオCD 「亜美とかおりのキミキス チューニングアップ♪」 Vol.1 （2006年11月29日発売）
  - メイン2人による新規録音CD1枚と、第01回～第12回のMP3音源を収録したCD-ROMの2枚組構成。
- ラジオCD 「亜美とかおりのキミキス チューニングアップ♪」 Vol.2 （2007年1月31日発売）
  - 二見瑛里子役の田中理恵をゲストに迎えての新規録音CD1枚と、第13回〜第30回のMP3音源を収録したCD-ROMの2枚組構成。